# Sompolno (gromada 1971–1972)
Sompolno – dawna gromada, czyli najmniejsza jednostka podziału terytorialnego Polskiej Rzeczypospolitej Ludowej w latach 1954–1972.
Gromady, z gromadzkimi radami narodowymi (GRN) jako organami władzy najniższego stopnia na wsi, funkcjonowały od reformy reorganizującej administrację wiejską przeprowadzonej jesienią 1954 do momentu ich zniesienia z dniem 1 stycznia 1973, tym samym wypierając organizację gminną w latach 1954–1972.
Gromadę Sompolno z siedzibą GRN w osiedlu Sompolno (nie wchodzącym w skład gromady) utworzono 31 grudnia 1971 w powiecie kolskim w woj. poznańskim z obszarów zniesionych gromad Lubstów i Mąkolno w tymże powiecie.
Gromada przetrwała jeden rok, do końca 1972 roku, czyli do kolejnej reformy gminnej. 1 stycznia 1973 osiedle Sompolno odzyskało utracone w 1870 roku prawa miejskie; tego samego dnia w powiecie kolskim reaktywowano zniesioną w 1954 roku gminę Sompolno, ze wspólną radą narodową dla miasta i gminy Sompolno. 1 lutego 1991 obie jednostki połączono. Od 1999 gmina Sompolno należy do powiatu konińskiego w woj. wielkopolskim.